# لون التربة

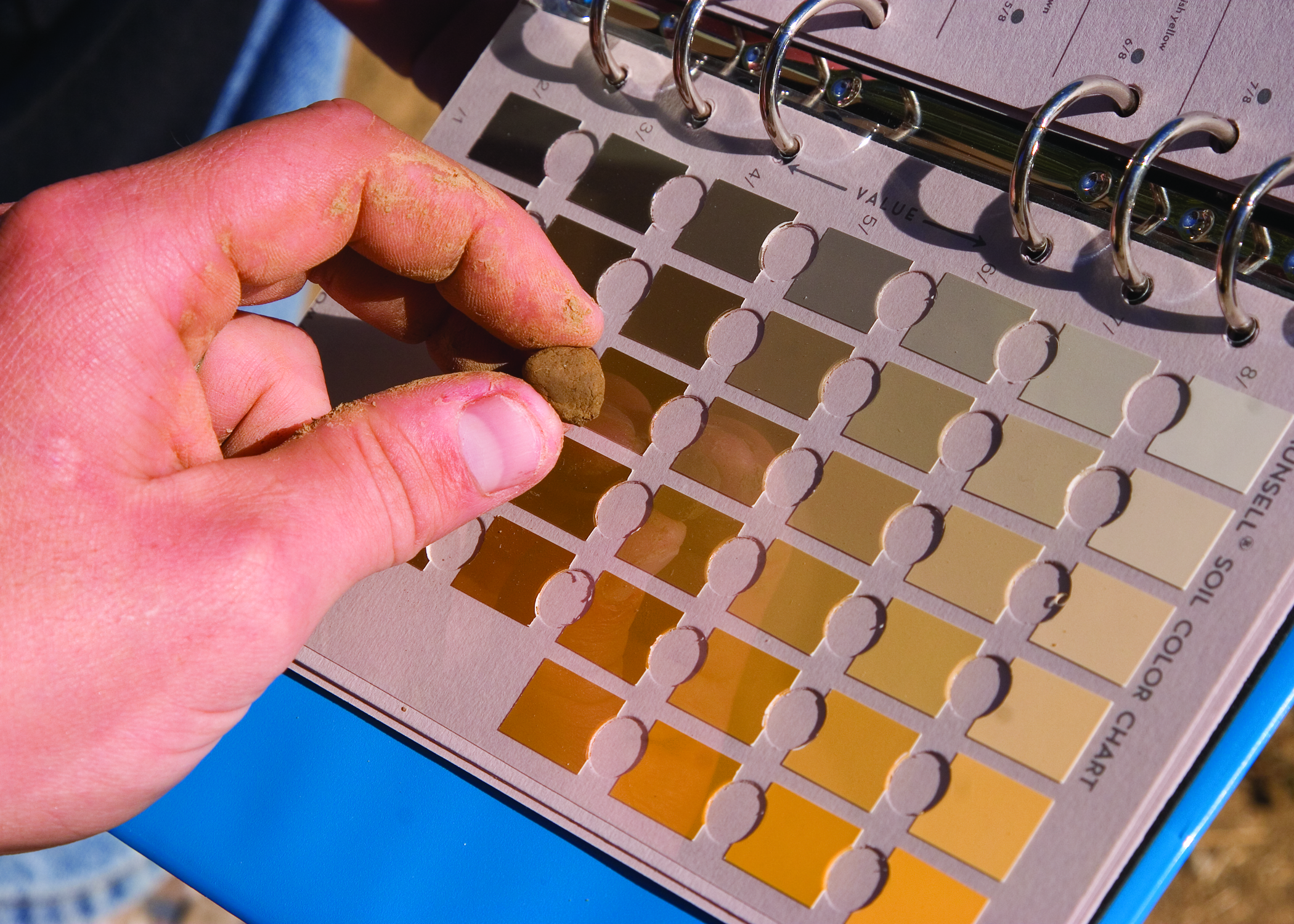

لا يؤثر لون التربة على سلوك التربة واستخدامها؛ ومع ذلك، يمكن أن تشير إلى تكوين التربة وإعطاء مؤشرات للظروف التي تتعرض لها التربة. يمكن أن تعرض التربة مجموعة واسعة من الألوان؛ الرمادي والأسود والأبيض والأحمر والبني والأصفر والأخضر. غالبًا ما تحدد نطاقات الألوان الأفقية المتغيرة في التربة أفقًا معينًا للتربة. ينتج تطور وتوزيع اللون في التربة من التجوية الكيميائية والبيولوجية، وخاصة تفاعلات الأكسدة والاختزال. وباعتبارها المعادن الأساسية في الطقس المادي للتربة، تتحد العناصر في مركبات جديدة وملونة. تنتج ظروف التربة تغييرات لونية موحدة أو تدريجية، بينما تؤدي البيئات المختزلة إلى تعطيل تدفق الألوان مع الأنماط المعقدة المرقطة ونقاط تركيز اللون.

## الأسباب
يتم إنتاج لون التربة من المعادن الموجودة ومحتوى المواد العضوية. تشير التربة الصفراء أو الحمراء على وجود أكاسيد الحديد. يشير اللون البني الداكن أو الأسود في التربة إلى أن التربة تحتوي على نسبة عالية من المواد العضوية. وتظهر التربة الرطبة أغمق من التربة الجافة. ومع ذلك، فإن وجود الماء يؤثر أيضًا على لون التربة من خلال التأثير على معدل الأكسدة. وتحتوي التربة التي تحتوي على نسبة عالية من الماء على هواء أقل في التربة، وعلى وجه التحديد كمية أقل من الأكسجين. في التربة جيدة التصريف (وبالتالي غنية بالأكسجين)، تكون الألوان الحمراء والبنية الناتجة عن الأكسدة أكثر شيوعًا، على عكس التربة الرطبة (منخفضة الأكسجين) حيث تظهر التربة رمادية أو خضراء بسبب وجود أكسيد الحديد المنخفض. يمكن أن يؤثر وجود معادن أخرى أيضًا على لون التربة. يسبب أكسيد المنغنيز لونًا أسودًا، ويؤدي الجلوكونيت إلى جعل التربة خضراء، ويمكن أن يجعل الكالسيت التربة في المناطق القاحلة تظهر بيضاء.
تميل المواد العضوية إلى جعل لون التربة أغمق. الدبال وخاصةً في المرحلة الأخيرة من انهيار المواد العضوية يكون لونه أسود. خلال مراحل انهيار المواد العضوية، يختلف اللون المنبعث للتربة من البني إلى الأسود. يؤثر محتوى الصوديوم على عمق لون المادة العضوية وبالتالي على التربة. يتسبب الصوديوم في تفريق المادة العضوية (الدبال) بسهولة أكبر وانتشارها على جزيئات التربة، مما يجعل التربة تبدو أكثر قتامة. التربة التي تتراكم على الفحم تظهر لون أسود.

## تصنيف
غالبًا ما يتم وصفها باستخدام مصطلحات عامة، مثل البني الداكن، والبني المصفر، وما إلى ذلك. ويتم وصف ألوان التربة أيضًا بشكل أكثر تقنيًا باستخدام مخططات ألوان التربة من نظام مونسل، والتي تفصل اللون إلى مكونات تدرج الألوان (بالنسبة إلى الأحمر والأصفر والأزرق)، والإضاءة (فاتح أو داكن) والصفاء.